# Autorretrato delante de un espejo
Autorretrato delante de un espejo (en francés: Autoportrait devant un miroir) es una pintura del pintor francés Henri de Toulouse-Lautrec de 1882-1883, en óleo sobre cartón, de 40,3 x 32,4 centímetros. La obra se encuentra en la colección del Museo Toulouse-Lautrec de Albi.

## Contexto
Toulouse-Lautrec era hijo único  de padres ricos de la antigua nobleza francesa. Una vida sofisticada como aristócrata parecía a la vista, si no fuera por el hecho de que padecía una forma de picnodisostosis, un trastorno del crecimiento asociado con extremidades cortas y una estructura ósea frágil. A los trece años se rompió la pierna derecha y un año después la izquierda, tras lo cual se sometió a un tratamiento de larga duración aunque las extremidades afectadas dejaron de crecer mientras el tronco y cabeza se desarrollaban hasta el tamaño adulto. Junto a sus padres permaneció en Niza y en el castillo de Céleyran en Salles-d'Aude, entre otros lugares. Durante estos períodos de tratamiento se centró intensamente en el dibujo y la pintura. En 1881 se trasladó a París, donde fue alumno de Léon Bonnat en Montmartre en 1882. De Bonnat aprendió principalmente el arte del retrato. La obra más madura de este período es Autorretrato delante de un espejo. Al final resultaría ser su único autorretrato al óleo en el que muestra su rostro.

## Descripción
La obra no sólo muestra el excepcional talento temprano de un Toulouse-Lautrec de dieciocho años, sino sobre todo su actitud testaruda e independiente. Trabajando bajo las alas del tradicional y académico Bonnat, elige sin embargo su propio estilo desde el principio, bajo la influencia del impresionismo. Claramente tampoco le gustan los retratos de artista al pie de la letra, con el pincel en la mano, sino que opta por una pose retraída, reflejada en un espejo de pared que actúa como una naturaleza muerta invertida. Los objetos colocados delante del espejo en la repisa ocupan el primer plano, actuando como una especie de barrera entre su imagen y el espectador, dando una impresión de distancia y desapego. Su reflejo se ve borroso, a contraluz y el espejo es claramente visible, lo que revela inmediatamente su método de trabajo. De esta manera crea un efecto alienante. Casi parece que se esconde, como si no quisiera mostrarse. Llama la atención que sólo muestra su torso, por lo que sus cortas extremidades no son visibles.

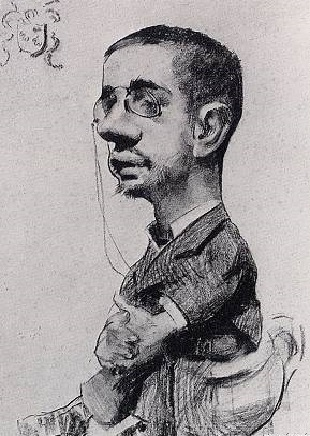
Autocaricatura de Lautrec, misma época.

El historiador del arte Jordi Vigué también ve cierta trascendencia en la distancia que el pintor crea en su retrato. Se refiere al reloj con la estatua del jabalí como volat irreparible tempus (el tiempo pasa irrevocablemente) y a la vela en el candelero como quotidie morior (muero un poco cada día). En otras palabras, la vida sólo lleva a la muerte. Vigué lo ve como un presagio de la vida que le esperaba al joven pintor: llena de tristeza y depresión.
Es curioso que Toulouse-Lautrec casi siempre se retratara a sí mismo irónicamente o como una caricatura en sus autorretratos posteriores. A menudo se burlaba de las características anormales de su cuerpo, incluida su nariz pronunciada y sus labios carnosos. Encontró su propia manera de afrontar su deformidad física, que siempre intentó reprimir, si no en su trabajo, al menos en la vida que llevaba: llena de bebida y sexo, "en un constante intento de sacar el máximo placer de ello", dice Vigué: "para olvidar, tal vez".